# Pietro Novellino
Pietro Novellino (Casaletto Spartano, 12 de janeiro de 1933) é um médico brasileiro.

## Formação
Médico, formado pela Faculdade de Medicina da Universidade do Brasil em 1957.
Doutorado em Clínica Cirúrgica pela Universidade Federal do Rio de Janeiro em 1972.

## Atuação profissional
- Professor de Clínica Cirúrgica na Escola de Medicina do Rio de Janeiro.[2]
- Professor da Escola de Enfermagem Luiza Marilac, da Pontifícia Universidade Católica.[2]
- Professor Adjunto da Universidade Federal de Juiz de Fora.[2]
- Vice-Reitor da UNIRIO.
- Membro do Conselho Superior do SENAC.
- Membro do Conselho de Curadores do Colégio Pedro II e da UNIRIO

## Acadêmico
- Academia Nacional de Medicina[1][nota 1]
- Academia Brasileira de Médicos Escritores[2]
- Academia Brasileira de Educação[nota 2]
- Academia de Medicina do Estado do Rio de Janeiro[4]
- Academia Brasileira de Medicina Militar[4]
- Real Academia de Medicina de Espanha[nota 3]

## Distinções
- Cidadão carioca
- Cidadão Benemérito do Estado do Rio de Janeiro
- Estrela de Real Grandeza (Juiz de Fora)
- Prêmio Manoel Feliciano (UFRJ)
- Prêmio Fernando Vaz (ANM)
- Prêmio Brandt Paes Leme (CBC)
- Prêmio Rocha Vaz (ANM)[2]